# Star Wars Arcade
Star Wars Arcade (también conocido como Star Wars) es un videojuego lanzado en 1993 para arcade. El juego también se portó al Sega 32X en 1994. Se desarrolla durante la trilogía original de Star Wars.

## Gameplay
El juego presenta una mecánica de juego similar a la del juego Star Wars de Atari, con jugadores que pilotean un X-Wing o un Y-Wing en perspectiva de primera o tercera persona y que luchan contra las fuerzas imperiales.
El juego tiene tres niveles que incluyen la interceptación de cazas TIE en un campo de asteroides, la destrucción de un Súper Destructor Estelar y la ejecución de un asalto en una Estrella de la Muerte. El gabinete arcade permitió que dos personas jugaran, una de ellas como piloto y la otra como artillero.
Sega siguió el lanzamiento del juego con el lanzamiento de Star Wars Trilogy Arcade en 1998.

## Recepción
La revista Electronic Gaming Monthly calificó la versión 32X a 6.25 / 10, describiéndolo como un título de lanzamiento decente pero decepcionante para la consola. Citaron excelentes gráficos pero jugabilidad repetitiva y se quejaron del movimiento limitado. GamePro evaluó de manera similar que el juego es una demostración decente de las capacidades gráficas del 32X, pero adolece de un juego repetitivo. También criticaron que los controles son intrincados cuando se usa un gamepad estándar de tres botones y que en el modo cooperativo el cursor del segundo jugador es difícil de ver contra ciertos fondos.